# Misa Uehara
Pour les articles homonymes, voir Uehara.
Ne pas confondre avec une autre actrice japonaise appelée Misa Uehara (ja), née en 1983.
Misa Uehara (上原美佐, Uehara Misa), nom de naissance Misako Uehara, née le 26 mars 1937 à Fukuoka et morte en 2003, est une actrice japonaise. Son vrai nom est Misako Uehara (上原美佐子, Uehara Misako).

## Biographie
Misa Uehara est surtout connue pour avoir incarné la princesse Yuki dans La Forteresse cachée d'Akira Kurosawa, elle quitte les studios Tōhō après une brève carrière au cours de laquelle elle apparaît dans neuf films entre 1958 et 1960.

## Filmographie

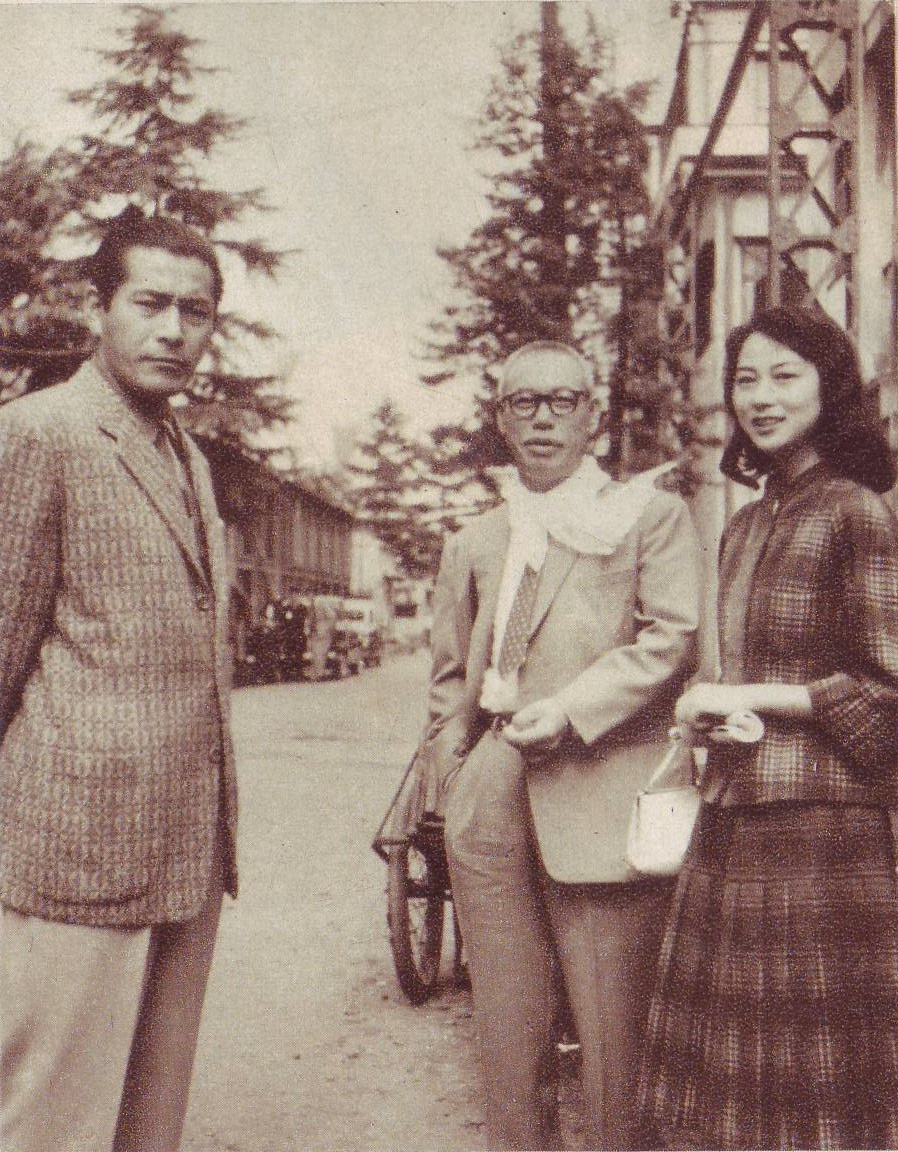
Toshirō Mifune, Takashi Shimura et Misa Uehara en 1957.

- 1958 : La Forteresse cachée (隠し砦の三悪人, Kakushi toride no san-akunin?) d'Akira Kurosawa : la princesse Yuki
- 1959 : Daigaku no nijuhachin (大学の２８人衆?) de Nobuo Aoyagi
- 1959 : Sengoku gunto-den (戦国群盗伝?) de Toshio Sugie
- 1959 : Aruhi watashi wa (ある日わたしは?) de Kihachi Okamoto
- 1959 : La Bande des têtes brûlées ou Les Sentinelles de l'enfer (独立愚連隊, Dokuritsu gurentai?) de Kihachi Okamoto
- 1959 : La Naissance du Japon (日本誕生, Nippon tanjō?) de Hiroshi Inagaki
- 1960 : Gendai sarariman: Ren'ai bushidō (現代サラリーマン 恋愛武士道?) de Shūe Matsubayashi
- 1960 : Hawai Middouei daikaikusen: Taiheiyo no arashi (ハワイ・ミッドウェイ大海空戦 太平洋の嵐?) de Shūe Matsubayashi
- 1960 : Daigaku no sanzōkutachi (大学の山賊たち?) de Kihachi Okamoto